# ジャクソン郡 (テキサス州)
ジャクソン郡（ジャクソンぐん、英: Jackson County）は、アメリカ合衆国テキサス州の南東部に位置する郡である。2010年国勢調査での人口は14,075人であり、2000年の14,3918人から2.2%減少した。郡庁所在地はエドナ市（人口8,832人）であり、同郡で人口最大の都市でもある。郡名は第7代アメリカ合衆国大統領アンドリュー・ジャクソンに因んで名付けられた。

## 地理
アメリカ合衆国国勢調査局に拠れば、郡域全面積は857平方マイル (2,219.6 km2)であり、このうち陸地829平方マイル (2,147.1 km2)、水域は28平方マイル (72.5 km2)で水域率は3.21%である。

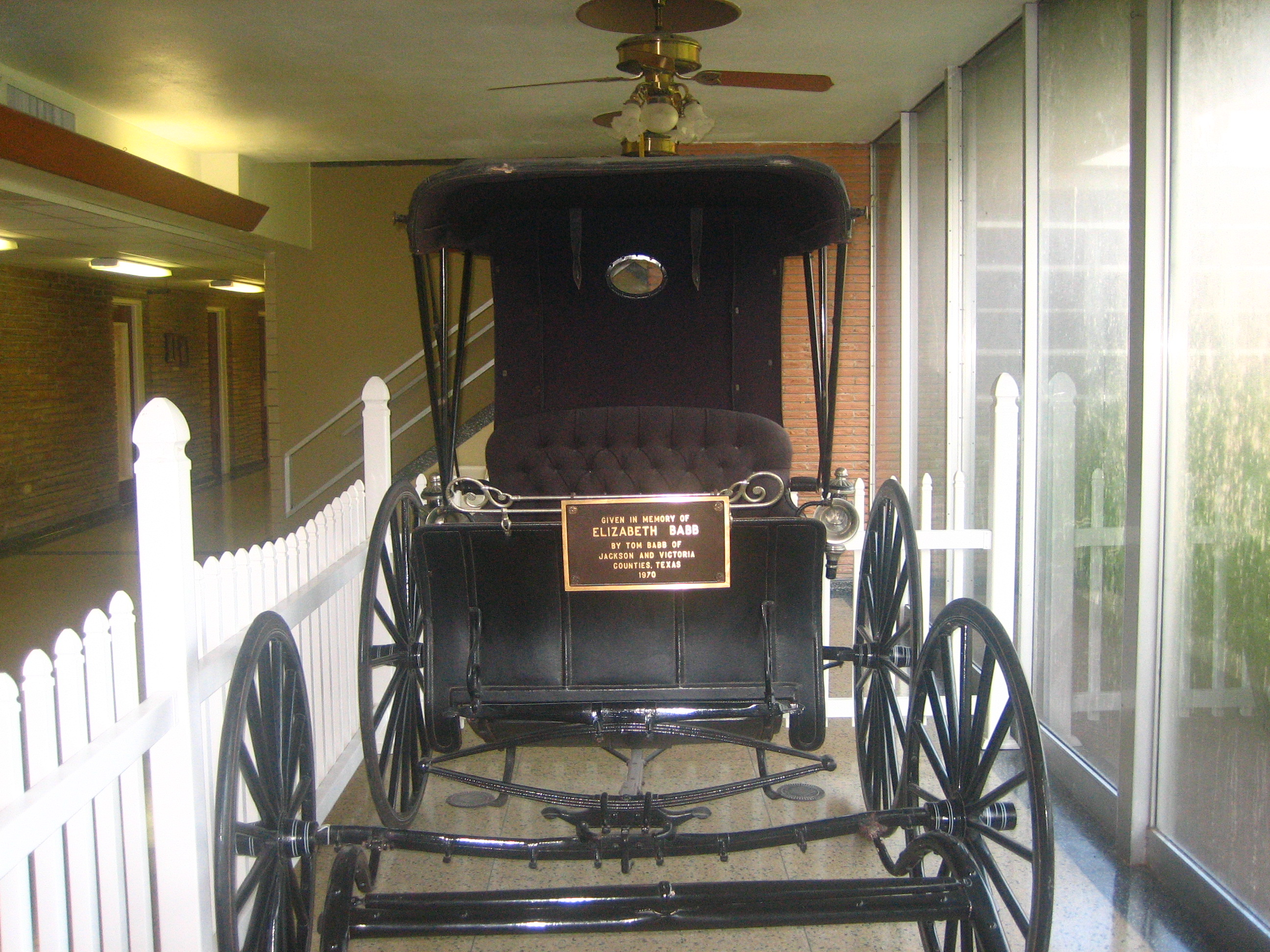
昔の馬車、郡庁舎内に展示されている

### 主要高規格道路
- アメリカ国道59号線
- テキサス州道111号線
- テキサス州道172号線

### 隣接する郡
- コロラド郡 - 北
- ワートン郡 - 北東
- マタゴルダ郡 - 南東
- カルフーン郡 - 南
- ビクトリア郡 - 南西
- ラバカ郡 - 北西

## 人口動態
以下は2000年の国勢調査による人口統計データである。
| 基礎データ - 人口: 14,391人 - 世帯数: 5,336 世帯 - 家族数: 3,8891 家族 - 人口密度: 7人/km2（17人/mi2） - 住居数: 6,545軒 - 住居密度: 3軒/km2（8軒/mi2） 人種別人口構成 - 白人: 76.49% - アフリカン・アメリカン: 7.64% - ネイティブ・アメリカン: 0.39% - アジア人: 0.39% - 太平洋諸島系: 0.06% - その他の人種: 12.65% - 混血: 2.39% - ヒスパニック・ラテン系: 24.68% 先祖による人口構成 - ドイツ系：17.9% - アメリカ人：10.8% - チェコ系：9.3% - アイルランド系：6.0% - イギリス系：5.6% 言語による人口構成 - 英語：81.6% - スペイン語：17.4% 年齢別人口構成 - 18歳未満: 27.4% - 18-24歳: 8.2% - 25-44歳: 26.1% - 45-64歳: 22.3% - 65歳以上: 15.9% - 年齢の中央値: 37歳 - 性比（女性100人あたり男性の人口） - 総人口: 96.7 - 18歳以上: 93.4 | 世帯と家族（対世帯数） - 18歳未満の子供がいる: 34.7% - 結婚・同居している夫婦: 58.2% - 未婚・離婚・死別女性が世帯主: 10.5% - 非家族世帯: 27.1% - 単身世帯: 24.2% - 65歳以上の老人1人暮らし: 12.5% - 平均構成人数 - 世帯: 2.65人 - 家族: 3.15人 収入と家計 - 収入の中央値 - 世帯: 35,254米ドル - 家族: 42,066米ドル - 性別 - 男性: 32,639米ドル - 女性: 19,661米ドル - 人口1人あたり収入: 16,693米ドル - 貧困線以下 - 対人口: 14.7% - 対家族数: 12.2% - 18歳未満: 19.1% - 65歳以上: 15.6% |

## 都市と町
- エドナ - 郡庁所在地
- フランシタス、未編入の町
- ガナド
- ラサール、未編入の町
- ラウォード
- ロリータ
- バンデアビルト

## 交通
計画中のトランス・テキサス回廊のTTC-69路線が郡内を通る予定である。